# Musée de Deir ez-Zor
Le musée de Deir ez-Zor (متحف دير الزور, en arabe) est un musée d'histoire et d'archéologie situé à Deir ez-Zor à l'extrême nord-est de la Syrie dans la région de la Djezireh.

## Bâtiments
D'abord localisé dans la galerie d'un centre commercial, le musée est transféré en 1983 dans le vieux bâtiment du tribunal construit en 1930. Enfin en 1996, le musée s'installe dans un édifice construit conjointement par l'Allemagne et la Syrie. Conçu spécialement pour la présentation et la conservation des collections, le musée dispose de salles d'exposition d'une surface atteignant 1 600 m2 disposés autour d'une cour.

## Historique
Fondé en 1974, le musée n'accueille que 140 objets à son origine, un don du musée national de Damas et de celui d'Alep. Avant la guerre, la collection abritait 25 000 objets, dont la plupart des tablettes d'argile en provenance de Mari et de nombreux objets provenant des fouilles menées par des équipes internationales, notamment à Tell Brak (et le temple aux yeux), Tell Leilan, Tell Mozan et Tell Beydar. L'époque classique était représentée avec des objets provenant du site proche de Doura Europos situé à la frontière de l'Empire romain.
En mai 2015, en pleine guerre civile et face à l'avancée des forces de l'État islamique, les collections sont évacuées du musée par l'armée syrienne.

## Les collections
La collection est organisée en cinq thèmes ou périodes : préhistoire, ancienne Syrie (fin du IVe millénaire-Ier millénaire av. J.-C.), la période classique, l'époque musulmane et l'ethnographie. Il inclut de nombreux exemples de reconstruction de bâtiments de plusieurs périodes, notamment une maison datant du Néolithique précéramique B de la vallée de l'Euphrate, une porte de l'âge du Bronze ancien provenant de Tell Bderi, la façade sud avec des murs peints de la cour du Palmier du palais de Zimri-Lim de Mari et la porte de la forteresse musulmane al-Heer al-Shaqi.